# Regata

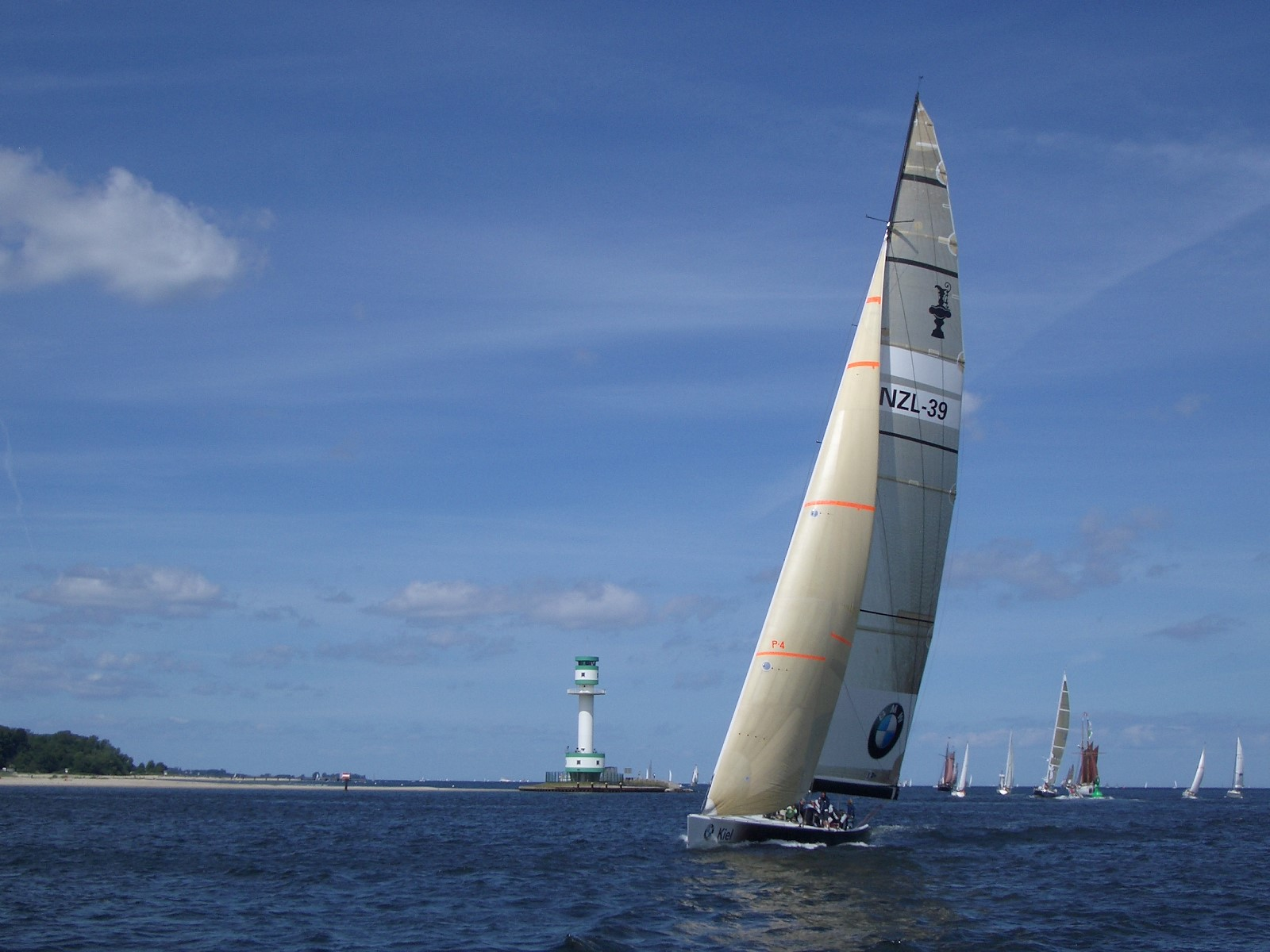
Regata de la Copa Amèrica

Una regata és una competició o cursa esportiva de velocitat entre embarcacions. El terme es fa servir tant en competicions d'embarcacions de vela, com en competicions d'embarcacions a rem i piragüisme.

## Vela
Les regates de vela poden ser de vela lleugera o de vela de creuer. Les primeres acostumen a realitzar-se sobre un recorregut marcat per boies o balises, normalment en forma de triangle, la configuració més comuna és denominada triangle olímpic. A la vela de creuer, a més dels recorreguts abalisats, es navega en regates de port a port. Quan el recorregut travessa diferents mars, la regata es denomina regata oceànica o transoceànica.
Regates de vela destacades són:
- Copa Amèrica[4]
- Volvo Ocean Race
- Barcelona World Race

## Rem
Les regates de rem acostumen a celebrar-se a mar obert, ries, llits fluvials, embassaments o llacs. En la modalitat de rem olímpic, les regates més habituals es realitzen en un camp de regates situat en un riu, embassament o llac. La distància oficial en les competicions internacionals i nacionals segons la FISA és de 2.000 metres. També existeixen competicions de rem sobre altres distàncies, com 1.000, 6.000 metres o altres distàncies. En aquestes regates se solen enfrontar 6 embarcacions de rem en els 6 carrers d'un camp de regates delimitades per boies.
Quant a les regates de traïnyes hi ha tres tipus de regates:
- Els "descensos", que són normalment en un riu i que serveixen de test de principi de temporada.
- Les regates "cronometrades", que igual que en altres disciplines els participants lluiten contra el cronòmetre i el guanyador serà el que trigui menys temps
- Les regates en "tandes" que són aquelles en les quals surten a la vegada 2, 3 o més embarcacions (normalment 4) i que en tot moment van en paral·lel. Aquesta modalitat és la més estesa al mar Cantàbric.

També es pot fer un altre tipus de classificacions depenent si les regates són en riu, en mar o en ambdós.

### Regates de rem destacades
Una de les regates de rem més famosa que existeix, en rem de banc mòbil, és la que enfronta cada any a les universitats d'Oxford i Cambridge al riu Tàmesi, (Regne Unit), la Regata Oxford-Cambridge. També a Anglaterra hi ha la Henley Royal Regatta, disputada a Henley-on-Thames, i la Head of the River Race a Londres.
A Espanya, en el rem de banc mòbil, destaca el Campionat d'Espanya de Rem, que se celebren cada any habitualment a Sevilla, a l'Estany de Banyoles o a Castrelo de Miño. Altres regates importants són la Regata Open d'accés a l'equip nacional, la regata internacional Fisa Team Cup o la Sevilla-Betis, totes dues a Sevilla. En rem de banc fix, destaca el Campionat d'Espanya de Traïnyes i altres banderes que tenen gran història des de finals del s. XIX com la Bandera de la Concha de Sant Sebastià celebrada cada any al setembre o la Bandera de Santander.